# Jednostka urojona
Jednostka albo jedność urojona (łac. imaginarius, „urojony, zmyślony”) – ustalona liczba zespolona {\displaystyle i,} której kwadrat jest równy {\displaystyle -1.} Jednostka urojona jest więc przykładem liczby urojonej. Symbol {\displaystyle \mathrm {i} } zaproponował w 1777 roku Leonhard Euler, a rozpropagował począwszy od 1801 roku Carl Friedrich Gauss. W zastosowaniach inżynierskich jednostkę urojoną oznacza się literą {\displaystyle j}. Ma to na celu uniknięcie pomyłki z wartością chwilową natężenia prądu, która w elektronice i inżynierii elektrycznej jest oznaczana literą {\displaystyle i.}
Istnieją dwa pierwiastki równania {\displaystyle x^{2}=-1} różniące się znakiem, a mówiąc ściśle – są wzajemnie przeciwne. Często dla {\displaystyle i} stosuje się oznaczenie {\displaystyle {\sqrt {-1}},} które ze względu na niejednoznaczność należy traktować jako symbol pierwiastka algebraicznego (a nie arytmetycznego) z liczby {\displaystyle -1.}
Całkowite potęgi liczby {\displaystyle i} powtarzają się cyklicznie. Dla {\displaystyle k\in \mathbb {Z} {:}}
{\displaystyle i^{n}={\begin{cases}1,&n=4k\\i,&n=4k+1\\-1,&n=4k+2\\-i,&n=4k+3\end{cases}}}
Benjamin Peirce w 1864 używając wzoru Eulera, tj. {\displaystyle i=e^{i(\pi /2+2k\pi )}} dla k=0, podał formułę  
,
{\displaystyle i^{-i}={\sqrt {e^{\pi }}}}

## Interpretacje

### Algebra abstrakcyjna
Ciało liczb rzeczywistych {\displaystyle \mathbb {R} } nie jest algebraicznie domknięte, tzn. istnieją wielomiany zmiennej rzeczywistej o współczynnikach rzeczywistych, które nie mają rzeczywistych rozwiązań. Każdy wielomian można rozłożyć w nim na czynniki liniowe lub kwadratowe, ale nie każdy można rozłożyć na czynniki liniowe. Okazuje się, że dodając formalnie do {\displaystyle \mathbb {R} } jednostkę urojoną {\displaystyle i,} otrzymuje się liczby zespolone tworzące ciało liczbowe algebraicznie domknięte.
W tym celu rozpatruje się formalne liczby postaci {\displaystyle a+bi,} gdzie {\displaystyle a,b\in \mathbb {R} }. Z własności działań arytmetycznych na liczbach rzeczywistych (przemienności i łączności dodawania oraz mnożenia, a także z rozdzielności mnożenia względem dodawania) oraz ze wspomnianej wyżej własności elementu {\displaystyle i} wynikają wzory na
- dodawanie,
{\displaystyle (a+bi)+(c+di)=(a+c)+(b+d)i,}
- mnożenie
{\displaystyle (a+bi)(c+di)=(ac-bd)+(ad+bc)i.}

Dowodzi się, że tak określony zbiór formalnych liczb postaci {\displaystyle a+bi} z wyżej wspomnianymi działaniami dodawania i mnożenia tworzy ciało.

### Układ współrzędnych

Jednostka urojona i w układzie współrzędnych

Przełomem w nauce o liczbach zespolonych był tak zwany diagram Arganda – interpretacja geometryczna liczb zespolonych wprowadzona po raz pierwszy nie tyle przez Szwajcara Jeana Roberta Arganda, ile przez norweskiego geodetę-kartografa Duńskiej Akademii Nauk Caspara Wessela w jego jedynej pracy matematycznej Próba analitycznego przedstawienia kierunku i jego zastosowań, przede wszystkim w rozwiązywaniu wielokątów płaskich i sferycznych. Zamiarem Wessela było stworzenie aparatu służącego do rozwiązywania zadań geodezyjnych.
Bliska idei Wessela jest konstrukcja, której ideę można streścić następująco:
- na płaszczyźnie wprowadza się układ współrzędnych kartezjańskich (zwykle przedstawia się ją jako prostopadłe osie liczbowe przecinające się w tzw. początku układu, przy czym oś odciętych skierowana jest od lewej do prawej, a oś rzędnych – od dołu do góry);
- tak jak liczbę rzeczywistą {\displaystyle r} można utożsamiać z punktem {\displaystyle \mathrm {r} } o współrzędnej {\displaystyle r} na osi liczbowej, tak i liczbę zespoloną {\displaystyle z=a+bi} można utożsamiać z punktem {\displaystyle \mathrm {z} } o współrzędnych {\displaystyle (a,b)} płaszczyzny;
- jednostkę urojoną {\displaystyle i} można wtedy utożsamiać z punktem {\displaystyle \mathrm {i} } o współrzędnych {\displaystyle (0,1).}

### Przestrzenie unitarne i euklidesowe
Każdy punkt płaszczyzny można utożsamić jednoznacznie z jego wektorem wodzącym zaczepionym w początku układu współrzędnych; z kolei każdy wektor wodzący można utożsamić z wektorem swobodnym przez niego wyznaczonym. Formalnie mówienie o wektorach wodzących możliwe jest w przestrzeniach liniowych, z kolei układ współrzędnych kartezjańskich wymaga iloczynu skalarnego, czyli tzw. przestrzeni unitarnej (przestrzeni liniowej euklidesowej). O wektorach swobodnych mówić można w obecności struktury afinicznej, która dodana do przestrzeni unitarnej czyni z niej tzw. przestrzeń euklidesową (przestrzeni afinicznej euklidesowej).
W dwuwymiarowej przestrzeni unitarnej bądź euklidesowej {\displaystyle E^{2}} ze standardowym iloczynem skalarnym jednostka urojona {\displaystyle \mathbf {i} =[0,1]} jest prostopadła do jednostki rzeczywistej {\displaystyle \mathbf {1} =[1,0],} przy czym oba te wektory tworzą bazę ortonormalną wspomnianej przestrzeni.

### Algebra Clifforda
Dla jednowymiarowej przestrzeni liniowej {\displaystyle \mathbb {R} \mathbf {e} } nad ciałem liczb rzeczywistych rozpiętej na wektorze {\displaystyle \mathbf {e} } algebra Clifforda formy kwadratowej {\displaystyle f\colon \mathbb {R} \mathbf {e} \times \mathbb {R} \mathbf {e} \to \mathbb {R} } spełniającej {\displaystyle f(\mathbf {e} ,\mathbf {e} )=-1} ma strukturę ciała liczb zespolonych (jest z nim izomorficzna), a {\displaystyle \mathbf {e} } jest w niej jednostką urojoną.

## Uogólnienia
Konstrukcja ciała liczb zespolonych polegająca na wprowadzeniu jednostki urojonej do ciała liczb rzeczywistych zastosowana do ciała liczb zespolonych umożliwia tworzenie innych struktur tego rodzaju, które jednak nie tworzą ciał. Zupełnie analogicznie jak w przypadku zespolonym określając na parach uporządkowanych liczb zespolonych {\displaystyle (z,t),(u,v)} działania
- dodawania,
{\displaystyle (z,t)+(u,v)=(z+u,t+v),}
- mnożenia,
{\displaystyle (z,t)\cdot (u,v)=(zu-t{\overline {v}},zv+t{\overline {u}}),}

otrzymuje się pierścień z dzieleniem kwaternionów będący czterowymiarową przestrzenią liniową nad ciałem liczb rzeczywistych rozpiętą na czterech wektorach
{\displaystyle \mathbf {1} =[1,0],\quad \mathbf {i} =[i,0],\quad \mathbf {j} =[0,1]\quad {\text{ oraz }}\quad \mathbf {k} =[0,i],}
z których trzy ostatnie, spełniające {\displaystyle \mathbf {i} ^{2}=\mathbf {j} ^{2}=\mathbf {k} ^{2}=-\mathbf {1} ,} można traktować jako jednostki urojone. Podobnie źródłem wielu jednostek urojonych są algebry Clifforda.